# エミル高槻

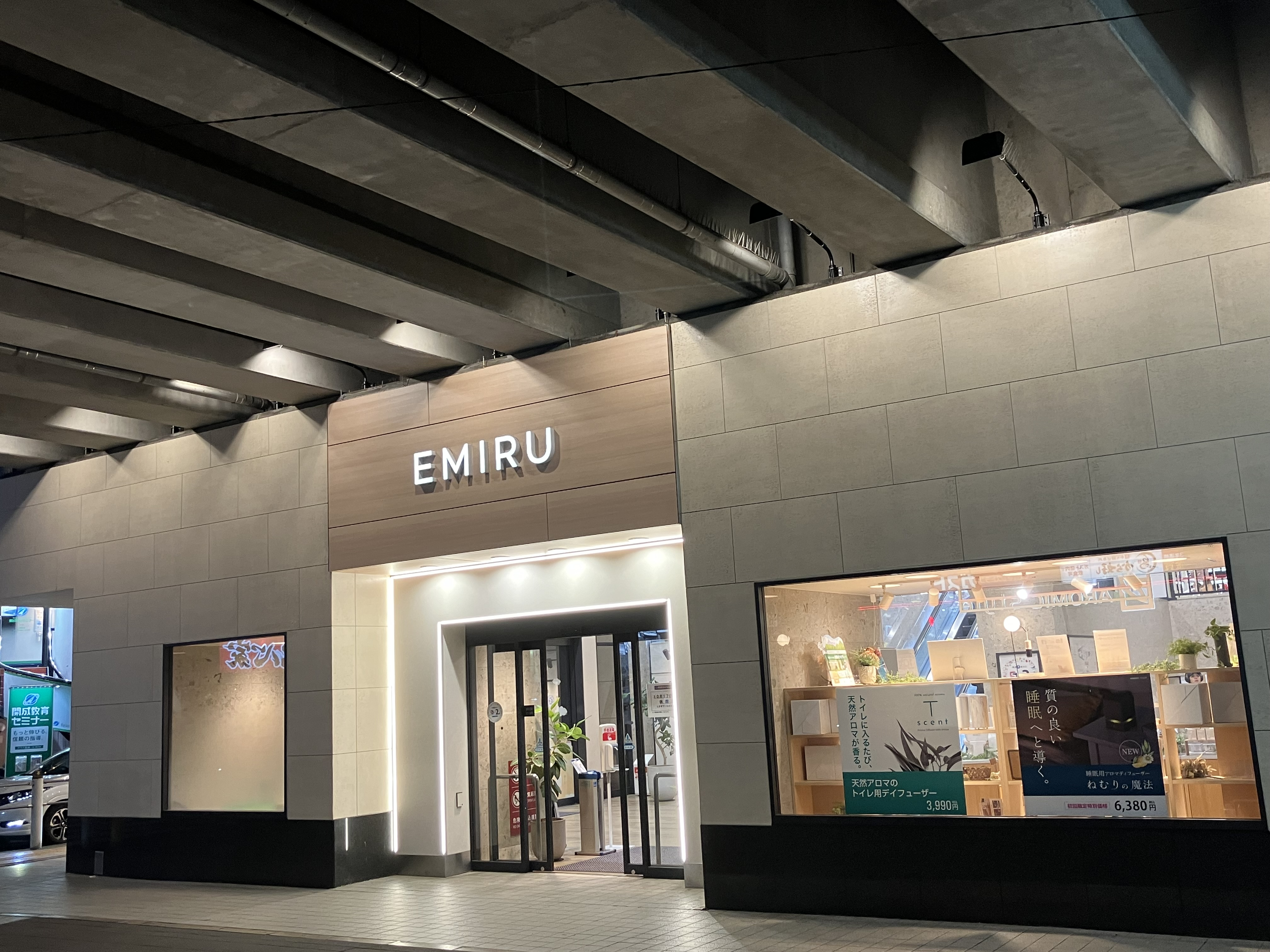
西側出入口

エミル高槻（えみるたかつき/EMIRU TAKATSUKI）は、大阪府高槻市の阪急高槻市駅の駅高架下に設置されているショッピングモール。阪急阪神ビルマネジメントが展開している。阪急阪神ホールディングスグループ。 
「高槻市駅#高架下商業施設」も参照。

## 概要
前身は高槻市駅の高架化に伴い1993年10月1日に駅高架下に開業した「ミング阪急高槻」である。
2020年6月30日にミングとしての営業を終了し、約4ヶ月半にわたる開業以来初となる大規模リニューアル工事ののち、「エミル高槻」と改名し、同年11月20日にリニューアルオープンした。この時、テナントを大幅に入れ替え、飲食や食物販、生活雑貨店舗を拡充させるとともに、施設内の店舗形状の変更や駅から商業施設までの空間を含めた環境の美装化も行っており、新規出店、移転・改装店舗は全店舗数（43店舗）の半数以上の22店舗に及ぶものとなった。
「エミル」という名称は「もっと笑顔でいられる駅＝駅で笑う、笑みが溢れる」「もっと利用してもらえる駅＝駅を見る、駅で見る」という意味からきている。

## フロア・店舗
店舗の記載順については公式サイトの番号に準ずる（外部リンク参照）。

### 1階
以下の飲食店3店舗はエミルのメイン店舗とは高架下道路を隔てた先にある（一度駅を出る必要がある）。
- サイゼリヤ
- 東京油組総本店
- ガスト

以下、店舗内。男性トイレも設置されている。
- アロミックスタイル
- ココカラファイン
- Seria
- AIDA general store
- リンツ ショコラ ブティック
- ラフィネ
- FOREST GREEN PASTA&BAKE
- マルシェドブルーエプリュス
- カルディコーヒーファーム

以下、メインの店舗とは構内通路を挟んで京都寄りにある。
- りそな銀行
- KOHYO
- 笹川薬局
- 阪急阪神の仲介
- こくみん共済 coop 共済ショップ阪急高槻店
- コナミスポーツクラブ
- 日本調剤高槻薬局

### 2階
2階店舗内には女性トイレが設置されている。
以下、店舗内。
- ブックファーストエミル高槻店
- TULLY'S COFFEE
- カラーフィールド
- CARINA DI AIES
- earth music & ecology Premium Store

以下はコンコース周辺。
- PATSAT
- 咲菜
- ビアードパパ
- 青山フラワーマーケット
- ローゲンマイヤー
- 大起水産 街のみなと
- 麺屋たけ井

この間にトイレ、駅出入口の階段が設置されている。
- 津の田ミート、津の田カリー
- あい鍼灸院・接骨院
- QBハウス
- メンディングサービス
- ふれ愛たかつき
- 高槻市観光情報コーナー 高槻市観光協会/展示館けやき